# 1797 aux échecs
| Années des échecs : 1794 - 1795 - 1796 - 1797 - 1798 - 1799 - 1800    |
| Décennies des échecs : 1760 - 1770 - 1780 - 1790 - 1800 - 1810 - 1820 |

Cet article présente les faits marquants de l'année 1797 aux échecs.

## Naissances
- Né en 1795 ou 1797 : Louis-Charles Mahé de La Bourdonnais, un des meilleurs joueurs de son époque. L’année de naissance est une année probable[1] (né en 1795 ou d'après certaines sources[2],[3],[4] en 1797) sur l'île de La Réunion[Note 1].